# Domingos Chan
Domingos Chan (chinesisch 陳達燊; * 11. September 1970 in Macau) ist ein macauischer ehemaliger Fußballtorwart.
Er spielt seit 2000 bei Sun Hei in der Hong Kong First Division League, der höchsten Fußballliga Hongkongs. Mit seinem Verein gewann er bislang neun nationale Titel.
Des Weiteren ist Chan auch in der macauischen Fußballnationalmannschaft aktiv, mit der er an der Qualifikation zur Fußball-Weltmeisterschaft 2006 in Deutschland teilnahm.

## Titel
- Meister der Hong Kong First Division League: 2001/02, 2003/04, 2004/05
- Hong Kong FA Cup: 2002/03, 2004/05, 2005/06
- Hong Kong League Cup: 2002/03, 2003/04, 2004/05